# Pośrednia Papirusowa Turnia
Pośrednia Papirusowa Turnia (słow. Prostredná čierna veža, niem. Papirustalturm II, węg. Papirusztorony II, Középső Papirusztorony) – dwuwierzchołkowa turnia znajdująca się w grani głównej Tatr Wysokich w ich słowackiej części. Pośrednia Papirusowa Turnia stanowi środkową z trzech Papirusowych Turni leżących w grani głównej. Od Wielkiej Papirusowej Turni na północnym wschodzie oddzielona jest siodłem Pośredniej Papirusowej Przełączki, a od Małej Papirusowej Turni na południowym zachodzie oddziela ją Mała Papirusowa Przełączka. Turnia ma dwa wierzchołki położone blisko siebie – południowo-zachodni (niższy) i północno-wschodni (wyższy). Wysokość wyższego wierzchołka zbliżona jest do wysokości Wielkiej Papirusowej Turni.
Od strony południowo-zachodniej pod turnią znajduje się Barania Kotlina – górne piętro Doliny Dzikiej. Południowa ściana Pośredniej Papirusowej Turni ma ok. 160 m wysokości i jest położona pomiędzy depresjami zbiegającymi z Pośredniej i Małej Papirusowej Przełączki. Tkwią w niej trzy filary opadające w kierunku Papirusowej Drabiny w rejonie Pośredniej i Wyżniej Papirusowej Drabiny. Poniżej Papirusowej Drabiny do niższych partii Baraniej Kotliny opada z tego miejsca Zadni Papirusowy Żlebek.
Do Czarnego Bańdziocha w górnych partiach Dolinie Czarnej Jaworowej zbiega w tym rejonie Szymkowy Żleb, ponad którym wyrasta blok szczytowy Pośredniej Papirusowej Turni.
Na wierzchołek Pośredniej Papirusowej Turni nie wiodą żadne znakowane szlaki turystyczne, jest dostępna jedynie dla taterników. Najdogodniejsza droga prowadzi na szczyt południowo-zachodnią granią od Małej Papirusowej Przełączki. Wejście od strony Doliny Dzikiej jest częściowo nadzwyczaj trudne (V w skali UIAA).
Pośrednia Papirusowa Turnia nazywana była niegdyś Środkową Papirusową Turnią.
Pierwsze wejścia turystyczne:
- Alfred Martin i przewodnik Johann Franz (senior), 16 lipca 1907 r. – letnie,
- Josef Bethlenfalvy i A. Roth, 7 kwietnia 1934 r. – zimowe[2].